# Mutzig
Mutzig (en alsacià Mützig) és un municipi francès, situat a la regió del Gran Est, al departament del Baix Rin. L'any 1999 tenia 5.584 habitants.Limita amb Dorlisheim, Rosenwiller, Gresswiller, Dinsheim-sur-Bruche, Dangolsheim i Soultz-les-Bains.
Forma part del cantó de Mutzig, del districte de Molsheim i de la Comunitat de comunes de la Regió de Molsheim-Mutzig.

## Demografia
| 1962  | 1968  | 1975  | 1982  | 1990  | 1999  |
| ----- | ----- | ----- | ----- | ----- | ----- |
| 3.087 | 3.703 | 3.891 | 4.174 | 4.552 | 5.584 |

## Administració
| Període   | Identitat          | Partit |
| --------- | ------------------ | ------ |
| 1993-2001 | André Courtes      |        |
| 2001-2008 | Roger Niggel       |        |
| 2008-2014 | Raymond Bernard    |        |
| 2014-2020 | Jean-Luc Schickele |        |

## Personatges il·lustres
- Louis François Antoine Arbogast (1759-1803), matemàtic.